# Box Lacrosse
Box lacrosse (también conocido como Lacrosse bajo techo o Lacrosse indoor y a veces acortado a boxla o sencillamente caja) es una versión indoor del lacrosse que se juega mayoritariamente en América del Norte. El juego se originó en Canadá, donde es la versión más popular del juego, en contraste al tradicional lacrosse. Se juega entre dos equipos de cinco jugadores y un portero, y es tradicionalmente jugado en un campo de hockey de hielo una vez que se ha quitado el hielo. Al área de juego se le llama caja, en contraste al campo de lacrosse tradicional. El objeto del juego es utilizar un stick o palo, para coger, llevar, y pasar la pelota al lado adversario en un esfuerzo para puntuar finalmente abalanzándose con una goma sólida de lacrosse (pelota) a la portería rival.
El nivel más alto del box lacrosse está representado por los Sénior, unas divisiones de la Asociación Canadiense de Lacrosse (la Asociación Occidental de Lacrosse perteneciente a la Asociación de la Columbia Británica de Lacrosse y la Serie Mayor de Lacrosse de la Asociación de Lacrosse de Ontario), y la Liga Nacional de Lacrosse (por sus siglas en inglés NLL).
Mientras que hay treinta y un miembros totales en la Federación Internacional de Lacrosse (FIL), solo quince han competido en la Competición Internacional de Box Lacrosse. Solo Canadá, la Nación Iroquois y los Estados Unidos han acabado en la parte superior en el ILF World Indoor Lacrosse Championships (Campeonato Mundial de Interior Lacrosse - WILC).

## Historia

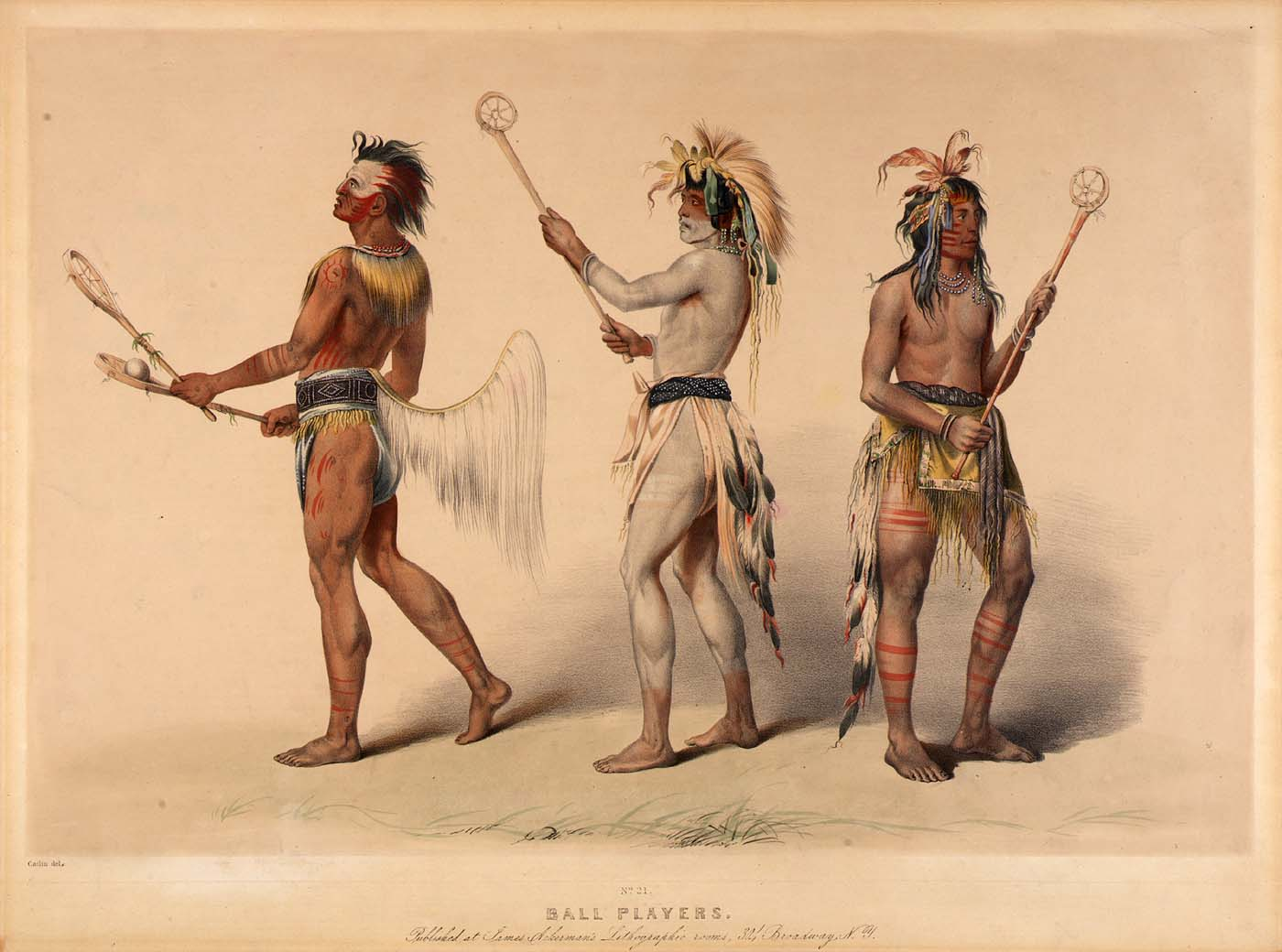
Jugadores de pelota, pintados por George Catlin, ilustra varios americanos Nativos que juegan lacrosse.

Lacrosse es un juego tradicional Indígena encontrado primero por los europeos, cuando el franceses y Jesuita Misionero Saint Lawrence Valle presenció el juego en 1630. El Lacrosse estuvo visto durante siglos como un elemento clave de identidad cultural y curación espiritual por lo nativos americanos. Originado como juego de campo y fue adoptado primero por los canadienses, americanos, y atletas ingleses como juego de campo, finalmente resolviendose en un formato de 10 vs 10.
El Box lacrosse es una versión moderna del juego que estuvo inventado en Canadá durante 1920 y 1930. Las raíces del Interior lacrosse es oscuro, pero su invención ha sido atribuida a Paddy Brennan, un jugador de lacrosse de campo y árbitro de Montreal, quien siendo molestado por el constante retraso del juego por las pelotas que salen de los límites en el juego de campo, experimentaron con juegos de interior en la Arena del Mont-Royal (Montreal, Québec, Canadá) durante la década de 1920.
Joseph Cattarinich y Leo Dandurand, dueños de los Canadienses de Montreal un equipo profesional de la Liga nacional de hockey en 1920, llevaron a los propietarios del estadio de hockey sobre hielo para introducir el nuevo deporte. A partir de 1930, se establecería jugar 6 vs 6 el Interior Lacrosse que será jugado en el verano en una cancha de hockey. Los canadienses adoptaron la versión nueva del deporte deprisa. Finalmente imponiéndose como la versión más popular del deporte en Canadá, suplantando a lacrosse de campo abierto. Esta forma era también adoptada como la versión primaria del juego jugado en las reservas por los nativos americano en los EE.UU. y en Canadá por los Iroqués y otros pueblos nativos,  es el único deporte en qué el indígena americano puede competir internacionalmente, participando como Iroquois Nationals. Aun así, muchos entusiastas de lacrosse de campo, vieron la versión nueva del deporte como negativa.
el primer juego profesional de box lacrosse se dieron en 1931. Ese verano los propietarios de la arena formaron la Liga Internacional de Lacrosse con cuatro equipos: Montreal Canadiens, Montreal Maroons, Toronto Maple Leafs, y Cornwall Colts. La liga duró sólo dos temporadas. Originándose así la Liga Internacional de Lacrosse abriendo la Liga Americana de Box Lacrosse que presentaría seis equipos: dos en Ciudad de Nueva York, y uno en Brooklyn, Toronto, Boston, y Baltimore. La liga se jugó frente a pequeñas multitudes en campos al aire libre como el Yankee Stadium y el Fenway Park, antes de cerrar a mitad de camino durante su temporada inaugural. El Lacrosse fue declarado oficialmente el deporte de Verano Nacional de Canadá, con la aprobación de la Ley Nacional de Deportes  (Bill C-212) en mayo 12, de 1994.
El primer partido de box lacrosse en Australia se produjo como parte de un llamamiento de recaudación de fondos para el Hospital de la Reina Victoria en Melbourne . La Asociación de Lacrosse de estilo victoriano fue abordado por el comité de apelación para organizar un partido de lacrosse como parte de una feria multi deporte en la Plaza (Wattle Path Palais) salón de baile en St Kilda el 1 de julio de 1931. Después de que un veloz seis por lado (exterior). este formato de torneo era exitosamente llevado a cabo unas cuantas semanas previas, lo cual fue decidido para jugarse seis por lado para el juego de exposición entre MCC y un equipo compuesto de otros clubes. Los jugadores que llevaban zapatos de goma y utilizaban una pelota más blanda para el partido. Los artículos periodísticos en los tiempos sugieren que el deporte pudo incluso haber sido creado en Australia, con P J Lally de la famosa compañía canadiense de fabricación de palo de lacrosse solicitando una copia de las reglas del juego de la Secretaría de VLA. Por 1933, los partidos de box lacrosse eran jugados en Adelaide, Brisbane, y Perth. Esta nueva versión del juego sin embargo no pudo superar en popularidad a la versión tradicional de lacrosse en Australia como ocurrió en Canadá.
La Asociación Canadiense de Lacrosse comenzó a patrocinar el box lacrosse. En 1932, la Copa Mann, el trofeo más prestigioso de lacrosse en Canadá, se sostuvo por primera vez bajo la normativa del box lacrosse. Anteriormente, el campeonato nacional de lacrosse masculino de la categoría seniors, desde 1901 compitió bajo las reglas de lacrosse de campo. La Copa Mann es un torneo anual que presenta el campeón de la Asociación Occidental de Lacrosse y la Serie Mayor de Lacrosse en un campeonato nacional del mejor de siete. Unos cuantos años más tarde, en 1937, la Copa Minto, empezó a ser otorgado bajo las reglas del box lacrosse en el Campeonato Masculino de la categoría Juniors. Actualmente la Asociación Canadiense de Lacrosse supervisa la Copa Mann, la Copa Minto, la Copa Presidentes (Campeonato Nacional Senior B) la Copa Fundadores (Campeonato Nacional Juniors B), todo bajo las reglas del box lacrosse.
Brevemente en 1939, una liga profesional de box lacrosse se puso en marcha en California, llamada Asociación de Lacrosse de la Costa del Pacífico. Esta cuarta liga también desapareció al poco tiempo después de su apertura. el Box lacrosse profesional no regresaría a los Estados Unidos hasta 1968, cuando la franquicia Coquitlam Adanacs jugó una temporada en la Asociación Occidental de Lacrosse en Portland, Oregón.

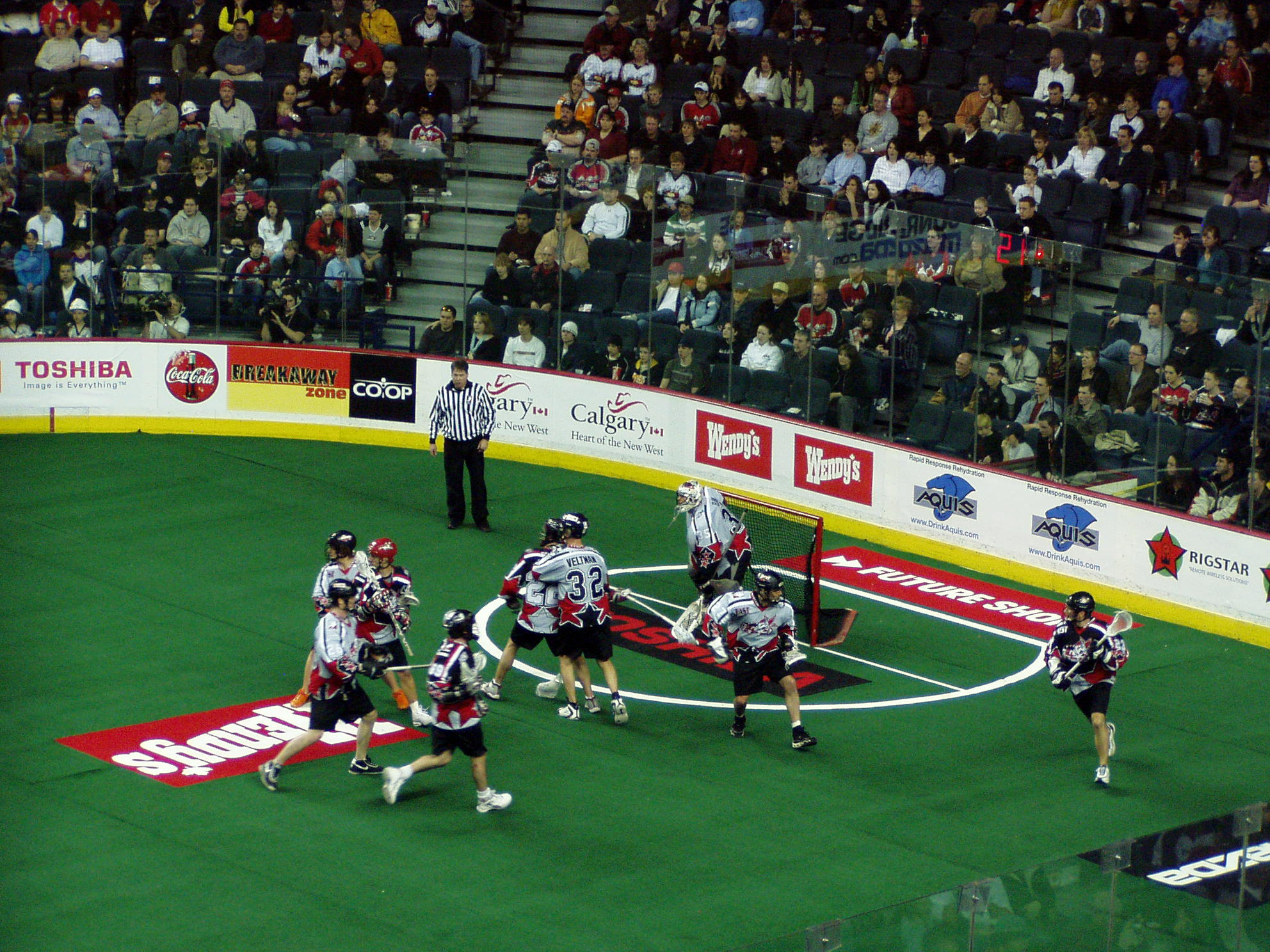
Nacional Lacrosse acción de Liga durante un Todo-Juego de Estrella en 2005

Una nueva liga profesional de interior lacrosse fue creada en 1970 con la formación de la Liga Nacional de Lacrosse. Esta liga se abrió en 1974 con los equipos en Montreal, Toronto, Rochester, Syracuse, Filadelfia, y Maryland. Para la temporada 1975, Rochester se trasladó a Boston, Syracuse se trasladó a la ciudad de Quebec, y Toronto se trasladó a Long Island. Así, durante su segundo año, la LLN se jugaba en las arenas más importantes de la liga: el Coliseo de Québec , el Foro de Montreal , el Jardín Boston, el Coliseo Nassau , el Pholadelphia Espectrum, y el Capital Centre. Cuándo las dos franquicias más ricas de la NLL del '75, Filadelfia y Maryland, acaban fuera de los play off, y con Montreal que pierde el acceso al legendario Foro de Montreal en la próxima temporada debido a las Olimpiadas de Montreal de 1976, la liga se replegó por dos temporadas debido a la financiera incertidumbre.
El renacimiento de lacrosse de la caja profesional en los Estados Unidos llegó el 13 de marzo de 1986, con la formación de la Liga de Box Lacrosse Águila Pro, el cual estuvo incorporado por Russ Cline y Chris Fritz. La liga se originó con cuatro equipos: Philadelphia Wings, New Jersey Saints, Washington Wave, y Baltimore Thunder, y a diferencia del box lacrosse al que se venía acostumbrado, este se jugó durante el invierno. La liga fue conocida como Liga Mayor de Interior Lacrosse (por sus siglas en inglés MILL) inmediatamente después de su segunda temporada, en 1998 cambió su nombre de nuevo, esta vez a la NLL. En 1998, la NLL entró en el mercado canadiense por primera vez con los Ontario Raiders . A pesar de que 5 de los 9 equipos de la liga están basados en ciudades norteamericanas, más de dos tercios de los jugadores eran canadienses.

## Reglas

### Jugadores, equipamiento y oficiales

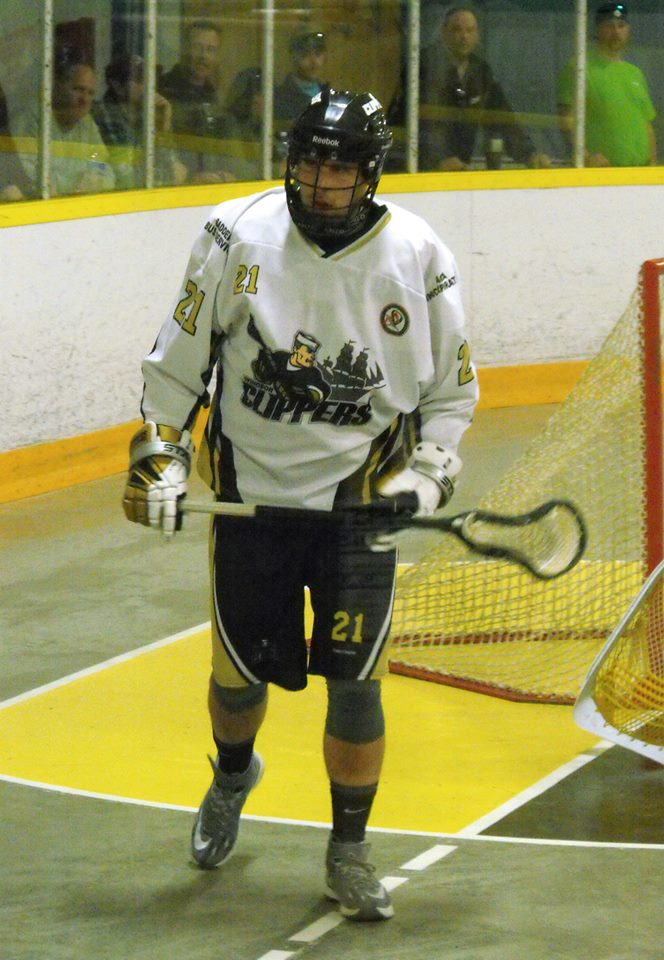
Windsor Clípers (OJBLL) corredor en 2014.

Durante el juego, un equipo consta de seis jugadores: un portero y cinco "corredores". Un corredor es un jugador que eludiendo al portero, incluyen delanteros, jugadores de transición, y defensores. Cuándo el deporte se originó los equipos contaban con seis corredores. Aun así, en 1953 el sexto corredor, una posición llamó rover, fue eliminado.  los equipos están formados por tantos jugadores puedan albergar. El portero puede ser reemplazado por otros jugadores (a menudo cuándo una pena ha sido señalada por el árbitro o al final de un cuarto).
El palo o stick de un jugador de lacrosse tiene que ser entre 40 pulgadas (1.0 m) a 46 pulgadas (1.2 m) de longitud (en la categoría Juniors se pueden utilizar palos más cortos). En la mayoría de las ligas de box lacrosse, el uso de un palo de madera tradicional está dejado. Aun así, casi ningún jugador de lacrosse utilizan palos de madera, prefiriendo aluminio u otro metal, y una cabeza plástica. En el NLL, los palos de madera no son permitidos. Además un palo lacrosse, cada jugador también tiene que llevar una cantidad segura de equipamiento protector, incluyendo un casco con mascara, lguantes, coderas y hombreras, y plataformas/de riñón posterior (plataformas de costilla, opcionales en algunas ligas).
En algunas ligas de box, especialmente en la NLL, los cinco corredores deben llevar unos cascos específicamente diseñados para el box lacrosse. Estos cascos constan de un casco de hockey con una máscara de cara sujetada como una jaula.  Jugadores quiénes utilizan estos cascos a menudo citan que son más ligeros que los del lacrosse.
Durante un juego típico el número de oficiales puede variar de uno a tres, dependiendo de la liga y nivel de juego. En más los juegos allí son al menos dos árbitros: un oficial de ventaja y un oficial de estela. En NLL los juegos allí son tres oficiales por juego.

#### Goaltender

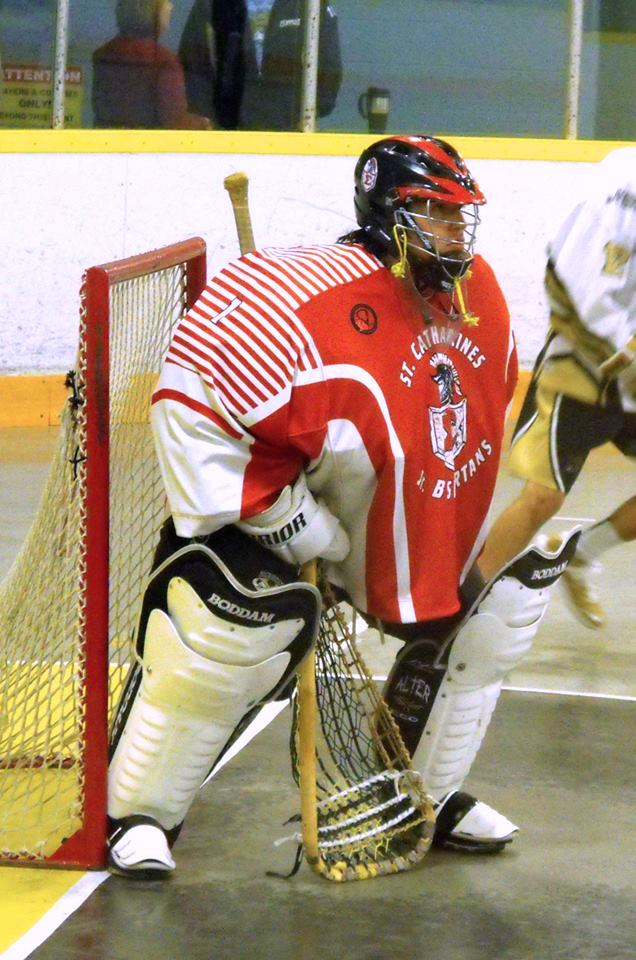
St. Catharines Spartans (OJBLL) goalie En 2014.

El goaltender o keeper tiene la responsabilidad de impedir que la oposición de puntúe defendiendo directamente la red. El equipamiento del goaltenders incluye una pechera para la parte superior del cuerpo (midiendo no más de 3 pulgadas (7.6 cm) arriba y 5 pulgadas (13 cm.) fuera del hombro—mucho más grande que la pechera similar para a la del lacrosse de campo u hockey de hielo), grandes canilleras que tiene que medir no más de 11 pulgadas (28 cm) en la rodilla, 9 pulgadas (23 cm) en la parte superior de la pantorrilla y 7 pulgadas (18 cm) en el tobillo, y un casco de lacrosse de campo u hockey de hielo, con una máscara según las reglas impuestas por el CLA para la temporada 2012.
Los 9 pies (2,7 m) hasta 9 pies y 3 pulgadas (2,82 m) de diámetro en la zona que rodea la red se llama el "pliegue". Los jugadores, excepto el portero no pueden entrar en el pliegue durante se esté jugando la pelota. Las sanciones por infracciones de plegado incluye un cambio de posesión, el restablecimiento del tiempo-reloj, o una posible pena de dos minutos dependiendo de la infracción. Los jugadores oponentes no pueden hacer contacto con el goaltender mientras esté en el pliegue. Una vez deja el pliegue, aun así,  pierde todos los privilegios de goaltender .
A pesar de que el box lacrosse crece en los Estados Unidos, el portero de América es una rareza. Las habilidades necesarias para ser un exitoso portero de lacrosse de campo y una exitoso portero de box lacrosse son muy diferentes y no se prestan bien el uno al otro.

#### Defensores (fullback)
Un defensor es la posición de un jugador cuya responsabilidad primaria es impedir que el equipo oponente puntúe. Diferente al lacrosse de campo donde algunos jugadores defensivos llevan "palos largos" (un palo lacrosse con unos 5 pies (1.5 m)), todo defensor de box lacrosse posee un stick de un máximo de 46 pulgadas (1.2 m) de largo. La táctica defensiva incluye el cross checking (donde un jugador utiliza el eje de su palo para empujar el jugador oponente fuera de equilibrio), el body checking (cuando un jugador marca a otro con el fin de detenerlo), y el stick checking (donde un el jugador hace contacto con el stick del jugador opononte con el fin de que suelte la bola).

#### Transición
Un jugador de transición es un jugador cuya responsabilidad principalmente es jugar durante las situaciones defensivas con una mentalidad ofensiva. El objetivo de este jugador es crear oportunidades de gol y contraataques.

#### Delanteros (forwards)
Un delantero es una posición en el campo cuya responsabilidad del jugador es principalmente ofensiva. Típicamente, un delantero está lanzando dominante con una mano o la otro, y jugará principalmente en el lado de la planta. Algunos jugadores, conocidos como creasemen, no se centran en un lado o el otro. Estos jugadores en centran su atención ofensiva cerca del área del pliegue frente al portero.

### Área de Juego

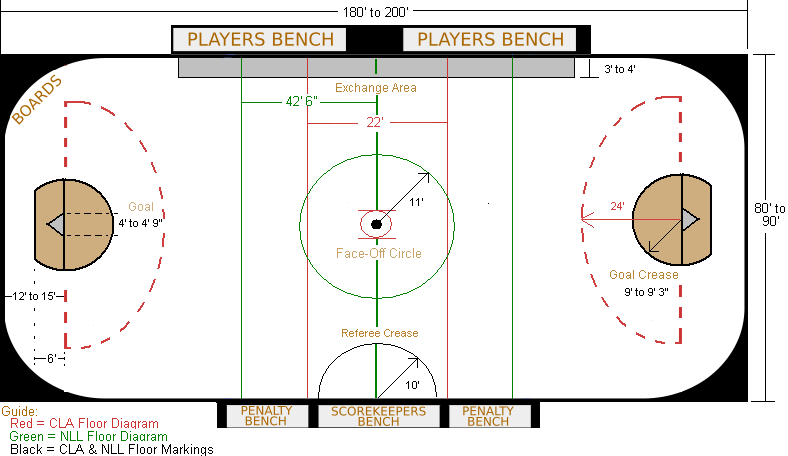
El esquema detallado que ilustra las diferencias y semejanzas entre canadienses Lacrosse Asociación y Nacional Lacrosse caja de Liga lacrosse jugando áreas

El área de juego del box lacrosse es típicamente un campo de hockey sobre hielo durante los meses de verano. La superficie de juego es normalmente el piso de concreto debajo del hielo fundido. Generalmente el área de juego es 180 pies  (55 m) a 200 pies (61 m) en longitud y 80 pies (24 m) a 90 pies (27 m) en ancho. El NLL juegan sobre césped artificial colocados arriba del hielo. Algunas ligas y equipos tienen arenas de box lacrosse dedicados (como los iroques), que han equipado su superficie de juego de césped artificial similar al de la NLL.
las dimensiones de la meta del Box lacrosse son tradicionalmente de 4 pies (1.2 m) de ancho por 4 pies (1.2 m) de alto. En la NLL, las dimensiones son ligeramente más grandes en 4 pies 9 pulgadas (1.45 m) de anchos por 4 pies (1.2 m) de altos.  Las redes son significativamente más pequeñas que las del lacrosse de campo que miden 6 pies (1.8 m) de anchos por 6 pies (1.8 m) de altos.

### Duración
Un juego tradicional jugado bajo las reglas de la Asociación Canadiense de Lacrosse consta de tres periodos de 20 minutos (similares al hockey de hielo), con los equipos que cambian de lado cada periodo. En la NLL cuatro cuartos de 15 minutos más que tres periodos. Si el juego está igualado al final del juego de control, se adicionan 5 minutos (15 en NLL) puede ser jugado. El tiempo adicional puede ser con muerte súbita, dependiendo de la liga.

### Pelota en y fuera de juego

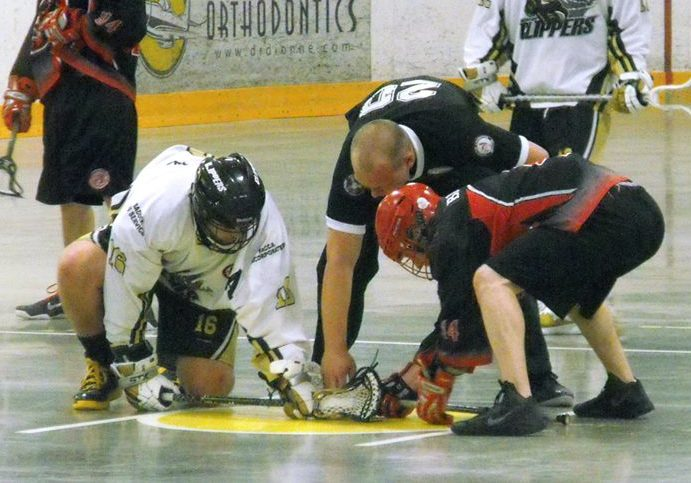
El árbitro que coloca la pelota mientras los adversarios alinean para una cara-fuera.

Cada periodo, y después de cada puntuación, el juego se reanudará con un saque neutral (face-off). Si la bola sale del área de juego, el juego se ranuda por la posesión que es otorgado al oponente del equipo que ha tocado último la pelota.
Durante el juego, los equipos pueden sustituir jugadores en y fuera libremente. A esto se conoce como sustitución sobre la marcha. La sustitución tiene que ocurrir dentro del área de intercambio designada delante del banco de jugadores para ser legal. El deporte utiliza un reloj que se dispara cada vez que la pelota se encuentra jugando, el equipo atacante tiene que llegar a su objetivo y realizar un disparo dentro de 30 segundos o perderá la posesión de la pelota. En adicional, los jugadores tienen 10 segundos para pasar la pelota la mitad del campo (8 en NLL).

### Penalidades

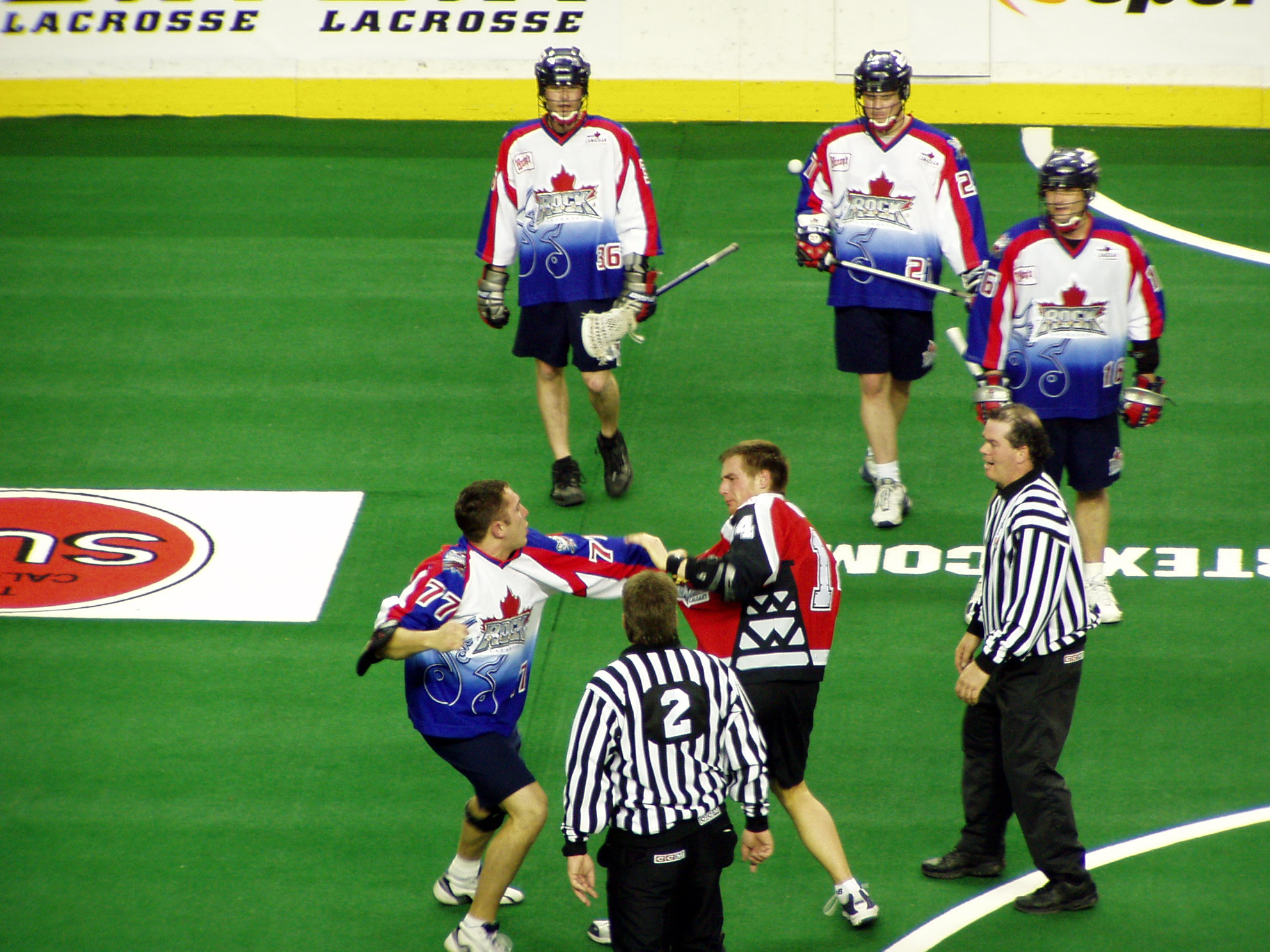
Una lucha durante un lacrosse juego entre dos jugadores en el Rock de Toronto y Calgary Roughnecks

Para la mayoría de las sanciones, el jugador infractor es enviado a la zona de penalidades y su equipo tiene que jugar sin él, con un jugador menos, durante un corto periodo de tiempo. La mayoría de las penalidades duran menos de dos minutos a no ser que una penalización importante haya sido evaluada. El equipo que ha tomado la penalización se dice que está en "shorthanded", mientras que el otro equipo está en "posesión de juego" o "power play".
Una pena menor de dos minutos es a menudo llamado por infracciones menores tales como la rozar, tropezar, codazos, desbaste, demasiados jugadores, equipamiento ilegal, tenencia, o interferencia. Las principales penalidades de cinco minutos se llaman especialmente para los casos violentos que resultan en lesiones intencionales a un oponente, así como para la lucha.Los jugadores son liberados de la caja de la pena cuando expira o bien el tiempo de penalización, o los oponentes han anotado en la meta (o tres puntos para la instancia de sanciones mayores).
A discreción del juez puede evaluarse una penalización por mala conducta de diez minutos. Estos se sirven en su totalidad por el jugador penalizado, pero su equipo puede sustituir de inmediato a otro jugador en el área de juego a menos que se le imponga una sanción menor o mayor, en relación con la mala conducta (un "dos-y-diez" o "cinco y- diez"). En ese caso, el equipo deberá designar a otro jugador para servir a la menor o mayor; ambos jugadores van a la caja de la pena, pero solo el designado no pueden ser reemplazados, y se libera a la expiración de los dos o cinco minutos. Además, conduce mal juego se evalúan por la intención deliberada de causar una lesión grave sobre un oponente. Un jugador que recibe una mala conducta de juego es expulsado y no podrá volver a jugar. Recibir dos penalidades más importantes en un juego dará lugar a una mala conducta de juego.
Un lanzamiento de penalti, es cuando se le da a un jugador del equipo no infractor un intento de marcar un gol sin oposición por parte de cualquier jugador que defiende, excepto el portero, se puede conceder bajo ciertas circunstancias. Por regla general, los equipos deben tener al menos tres corredores en juego. Si un equipo comete una tercera sanción que resulta en una situación de "tres hombre menos" un tiro penal se otorga a favor de que el jugador infractor dispare del área de penalti. Un lanzamiento de penalti También se puede conceder, a discreción del árbitro, si un jugador defensivo causa una falta para evitar un gol (lanzando su bastón, tenencia, disparo, o desplazando deliberadamente a la meta, o un jugador defensivo cae y cubre una forma intencionada pelota en pliegue de su propio equipo). En la NLL, un tiro penal se otorga contra cualquier equipo que se está penalizando demasiado en los dos minutos finales del juego o en las horas extraordinarias.

#### Peleas
Al igual que en los combates en el hockey sobre hielo, la lucha se tolera en el box lacrosse profesional. Los jugadores profesionales no son automáticamente expulsados, pero incurren en una penalización mayor de cinco minutos. En CLA (Asociación Canadiense de Lacrosse) los jugadores son evaluados con una importante penalización de cinco minutos más una mala conducta de juego. Los combates en la juventud o nivel de clubes es típicamente penalizado con la expulsión y suspensión. En 1990, cuando las Seis Naciones crearon el nuevo Mohawk en la Liga de Lacrosse, la lucha estaba tachada específicamente como inaceptable. Los infractores fueron expulsados del partido en el que se produjo el altercado y se les da una suspensión mínima de tres juegos.

## Competición internacional
El Box Lacrosse es la versión más popular del deporte en República Checa. Es también jugado a un grado mas significante en Australia, principalmente por jugadores que han jugado lacrosse de campo . El nivel de los clubes de Box Lacrosse en las ligas de los Estados Unidos ha aumentado en número de jugadores expuestos al deporte, incluyendo el: Baltimore Indoor Lacrosse League,[51] Philadelphia Box Lacrosse Association,[52] y  Metro Area Box Lacrosse League.[53]
El primer campeonato mundial de Box Lacrosse, ""The Nations en 1980", estuvo protagonizado en varios arenas de la Columbia Británica (Canadá), en julio de 1980, por los equipos que representan los Estados Unidos, Australia, Este de Canadá, Canadá Del oeste y la Nación Iroqués. Oeste de Canadá (Coquitlam Adanacs) derrotó a los Iroques en el campeonato mundial nacionalmente televisado, que se jugó en el Pacific Coliseum en Vancouver. Fue histórico para las comunidades nativas, por primera vez nativos americanos eran representados en una competición de campeonato mundial atlética. En una competencia enérgica del el otro extremo del deporteporte, los EE.UU. derrotan a Australia.
el segundo encuentro internacional de Box Lacrosse fue en el año 2003, con la inauguración del Campeonato Mundial de Interior Lacrosse . Los competidores eran equipos nacionales de Australia, Canadá, República Checa, la Nación Iroqués, Escocia, y los Estados Unidos.
en el campeonato mundial del 2007 estuvieron participando ocho naciones, sumándose a los participantes de la edición anterior estuvieron también Inglaterra e Irlanda.
En el WILC celebrado en el 2015 fue hecho en la Nación Onondaga que marcará otro acontecimiento deportivo internacional esta vez por ser el primer campeonato hecho en tierras indígenas. Trece equipos compitieron en el campeonato: Australia, Canadá, República Checa, Inglaterra, Finlandia, Alemania, Haudenosaunee, Irlanda, Israel, Serbia, Suiza, Turquía y los Estados Unidos.
Canadá, la Nación Iroqués y los Estados Unidos han ganado oro, plata, y bronce respectivamente en cada Mundial de Interior Lacrosse. 
Otros torneos internacionales han sido jugados. Anualmente, la Federación Europea de Lacrosse, el Aleš Hřebeský torneo Conmemorativo en Praga. Este es el torneo de Box Lacrosse más grande de Europa.  la Heritage Cup (Copa Patrimonio) se jugó entre los Estados Unidos y Canadá que ofrece en su mayoría jugadores miembros de los equipos de la NLL

## Mujeres
Históricamente, el Box Lacrosse ha sido exclusivamente deporte masculino, aunque en los últimos años se han desarrollados equipos con una versión similar al Lacrosse de campo.  Recientemente los estados de Ontario, Alberta, Minneapolis, Nova Scotia y Columbia Británica tienen su homólogo femenino de Box Lacrosse.
Durante la temporada 2003 de la NLL, la goaltender Ginny Capicchioni apareció en dos pretemporada y unos juegos de la temporada para convertirse en la única mujer en hacer una aparición en la NLL.